# Alfredo Dall'Aglio
Alfredo Dall'Aglio (16 agosto 1916 – 1952) è stato un calciatore italiano, di ruolo difensore.

## Carriera
Nella stagione 1939-1940 fa il suo esordio con la maglia del Parma, con cui gioca 2 partite nel campionato di Serie C. L'anno successivo gioca invece 10 partite, mentre nella stagione 1941-1942 inizia a giocare regolarmente da titolare e colleziona 23 presenze senza mai segnare. Nella stagione 1942-1943 gioca invece tutte e 30 le partite a cui prendono parte gli emiliani (19 di campionato, 10 nel Girone Finale per la promozione ed una nel decisivo spareggio del 13 giugno 1943 vinto sul campo neutro di Brescia contro il Verona) contribuendo alla vittoria del campionato.
Durante la sosta forzata dei campionati per cause belliche rimane nel Parma, con cui nella stagione 1943-1944 partecipa al Campionato Alta Italia, nel quale gioca 4 partite.
Rimane a Parma anche dopo la fine della Seconda guerra mondiale: nella stagione 1945-1946 gioca tutte e 22 le partite a cui la squadra prende parte nel campionato misto di Serie B/C, mentre nella stagione 1946-1947 gioca 24 partite in Serie B. Gioca nella serie cadetta anche durante la stagione 1947-1948 (la sua ultima nel Parma), nella quale totalizza 5 presenze. A fine anno lascia la squadra con complessive 135 presenze.

## Palmarès

### Club

#### Competizioni nazionali
- Serie C: 1

Parma: 1942-1943